# Henry Sacheverell
Henry Sacheverell (ur. 1674, zm. 15 czerwca 1724 w Highgate) – duchowny anglikański, kaznodzieja o poglądach torysowskich. 
Adoptował go jego ojciec chrzestny Edward Hearst i zajął się jego edukacją. Sacheverell kształcił się od 1699 roku w Magdalen College w Oksfordzie.
Henry Sacheverell przed Lordem Mayorem Londynu sir Samuelem Garrardem (1651-1725) wygłosił 5 listopada 1709 roku kazanie, w którym skrytykował z punktu widzenia Kościoła duch rewolucji 1688/1689 roku i polityczne ideały wigów. Sytuację wigów pogarszał fakt, że Lord Mayor oddał jego kazanie do druku. Sacheverell został bożyszczem torysów i takobitów w całym kraju. Tak jak w 1705 roku, kiedy Wigowie świętowali setną rocznicę udaremnienia spisku, torysi demonstrowali swe poparcie dla Kościoła anglikańskiego i niechęć wobec rządów wigów i tzw. wigowskiej junty. Sprawa Sacheverella podzieliła nawet samą ekipę rządzącą. Godolphin domagał się kary dla duchownego, zaś Somers był jej przeciwny. Ostatecznie zawieszono mu na trzy lata wykonywanie posługi, a dwa kazania, które wywołały tyle niepokojów spalono w gmachu giełdy Royal Exchange. Niepokorny, a przy tym niesłychanie utalentowany i charyzmatyczny pastor stał się męczennikiem torysów i jakobitów. Jego wystąpienie znaczyło początek końca rządów wigowskiej frakcji wojennej.